# Sarnthein (Sarntal)
Sarnthein (italienisch Sarentino) ist der Hauptort der Gemeinde Sarntal in Südtirol (Italien). Er befindet sich auf etwa 970 m Höhe und ist mit über 2000 Einwohnern das mit Abstand größte Dorf sowie wirtschaftliches und kulturelles Zentrum des Sarntals. Das Dorf wird von der Talfer durchflossen, wobei sich der historische Ortskern mit Rathaus und Pfarrkirche auf der orographisch rechten Seiten befindet.
Der in Sarnthein stattfindende Sarner Kirchtag zählt zu den größten Volksfesten Südtirols. Zu den baulichen Sehenswürdigkeiten des Dorfs gehören die Pfarrkirche Mariä Himmelfahrt, die mit mittelalterlichen Fresken geschmückte Kirche St. Cyprian, der mittelalterliche Wohnturm Kränzelstein, der Ansitz Kellerburg (früher Besitz der Grafen von Wolkenstein), das heute als Heimatmuseum genutzte Rohrerhaus und die etwas erhöht liegende Burg Reinegg.
In Mittelalter und früher Neuzeit bildete Sarnthein eine eigene Gerichtsherrschaft, deren Bestimmungen in einem ausführlichen Weistum aus dem 17. Jahrhundert überliefert sind (Ordnung der gerichtsherrschaft Sarnthein).
In Sarnthein gibt es eine Grundschule und eine Mittelschule für die deutsche Sprachgruppe. Über die durch viele Tunnels gut ausgebaute SS 508 ist die südlich gelegene Landeshauptstadt Bozen schnell erreichbar.